# (3609) Liloketai
(3609) Liloketai ist ein Asteroid des Hauptgürtels, der am 13. November 1980 am Purple-Mountain-Observatorium in Nanjing entdeckt wurde.
Die Herkunft des Namens ist nicht bekannt.